# Ptilochaeta nudipes
Ptilochaeta nudipes är en tvåhjärtbladig växtart som beskrevs av August Heinrich Rudolf Grisebach. Ptilochaeta nudipes ingår i släktet Ptilochaeta och familjen Malpighiaceae. Inga underarter finns listade i Catalogue of Life.